# 青海省
青海省（チンハイしょう、せいかいしょう、中国語:青海省、拼音：Qīnghǎi Shěng、英語:Qinghai、チベット語： མཚོ་སྔོན་ཞིང་ཆེན།、 モンゴル語：ᠬᠥᠬᠡ 
ᠨᠠᠭᠤᠷ
 ᠮᠤᠶᠶ）は、中華人民共和国西部に位置する省。省都は西寧市。1928年に青海省成立。省名は、省内に国内最大の湖沼である青海湖があることにちなむ。

## 概要
この省の領域の大部分は、チベット人自身によるチベットの地方区分でいう「アムド地方」に属し、アムド地方の西部から中央部を占めており、東南部に位置するキクド（ジェクンド、玉樹）一帯のみ、カム地方に属する。またモンゴル人は、この地やそのモンゴル系住人を「デート・モンゴル（高地モンゴル）と称する。2005年1月省長に就任した宋秀岩は中国で20年ぶりの女性省長である。
この省の領域を枠組みとする地方行政単位の成立は、雍正帝のチベット分割にさかのぼる。清朝の雍正帝は、1723年から1724年にかけて、当時この地方を含むチベット全土を支配していたオイラト系モンゴル人のグシ・ハン一族を征服、彼らの支配下にあった七十九族と呼ばれる諸部族を、タンラ山脈を境に南北に分割、青海四十族と西蔵の三十九族に二分した。清朝は青海モンゴルや四十族などの諸侯を、西寧から支配、この枠組みは中華民国にも引き継がれ、青海省の基礎となった。中国の現行の行政区画としての西蔵と青海は、直接にはこの分割を起源としたものといえる。

## 歴史

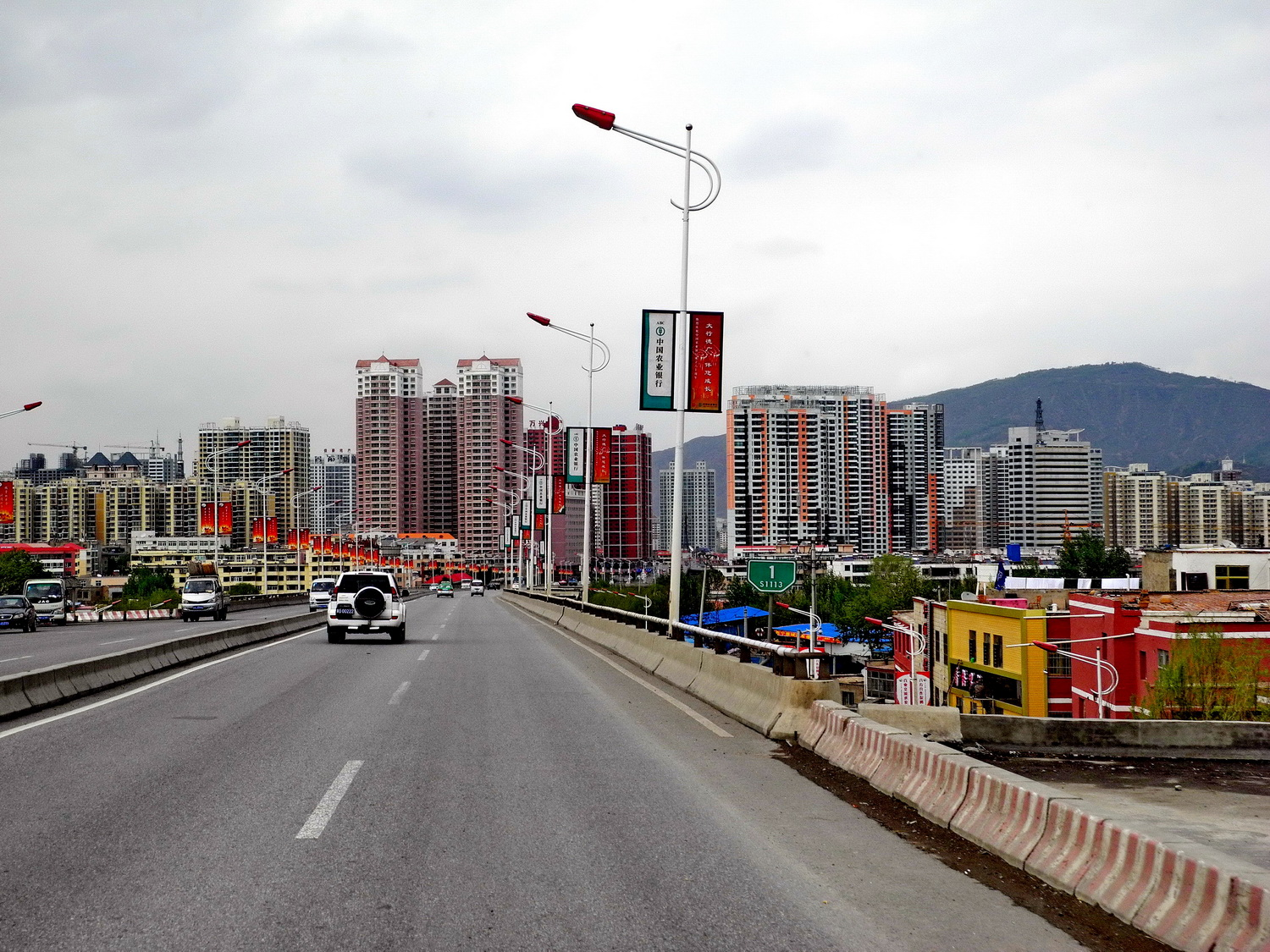
西寧市

この地域では、3000年以上前の青銅時代に人類が居住しており、その時代に描かれた動物などの岩絵が発見されている。
古代の西戎の地で、漢代には姜族が占拠し、西羌（せいきょう）と呼ばれた。隋王朝は西海、河源などの郡を設置したが、吐谷渾（とよくこん）が勃興し、領域とした。7世紀には吐蕃（とばん）のチベットと唐王朝の中国の抗争の舞台となり、8世紀に大部分がチベット領となった。822年、チベットと中国の間で和平と国境を定めるための条約が締結され、青海湖の西南にある日月山が両国の国境と定められた。条約の文面はチベット語と中国語（漢文）の2ヶ国語で石碑に刻まれ、チベットの都ラサ、中国の都長安、日月山の3ヶ所に設置された。ラサに設置された石碑のみ、現在まで失われずに残り、「唐蕃会盟碑」として知られている。吐蕃の統治下で、この地に居住する諸種族の多くがチベット人としての自意識を持つようになって現在に至っている。
宋代（北宋・南宋）には吐蕃の末裔が樹立した青唐王国の拠点となったが、タングート系の西夏に併合されて滅亡した。17世紀半ば、西モンゴルオイラト部のグシ・ハンが配下を引き連れてチベットの各地に移住し、チベットを征服した際には、この地が本拠地となった。現在この省の中央部から北西部にかけて居住している青海モンゴル族は、この時移住してきたグシ・ハンの配下の末裔である。18世紀、清朝の雍正帝はグシ・ハン一族の内紛に乗じて青海地方に侵攻（いわゆる「ロブサンダンジンの乱」）、グシ・ハンの子孫たちを屈服させ、一族がチベット各地に保有していた権限、権益をすべて接収、青海モンゴル族は盟旗制により再編、チベット人諸侯たちには各級の「土司職の称号を与え、所領を安堵する」という支配体制を築いた。清末以来、ムスリム（イスラム教徒）の馬氏政権の支配下に置かれていた。
辛亥革命後、国民党率いる中華民国の北京政府は青海を「将来省制を施行すべき」特別地区と位置づけ、国民政府により、東隣の河西回廊の一部と併せて1928年に「青海省」が発足した。この間、馬一族からは馬領翼が青海弁事長官(1913-14)、馬麟が甘辺寧海鎮守使兼青海蒙蕃宣慰使（1915-28）、青海省委員(1929-38)、青海省主席(1931−33)に就任した。馬麟の軍部隊は国民革命軍第2集団軍暫編第23師に編成され、青海の防衛を担当した。
この頃にはチベット政府であるガンデンポタンはチベット全土の再統一をめざしており、1933年には青海地方の南部（カム地方北部）の玉樹地方でチベット軍と青海軍が衝突したが、現状維持に終わった。
1933年冬、国民政府主席である蒋中正は孫殿英を青海屯田督辦に任命し、彼の率いる第41軍を寧夏に進軍させた。これに対し、馬一族の馬鴻逵、馬鴻賓、馬歩芳、馬歩青らは、それぞれが各個撃破されることや領地を失うことを恐れ、連携して孫殿英に対抗した（四馬拒孫の役）。四馬連合軍は約5万人、孫殿英の兵力は約7万人、4か月にわたる激戦の末、孫殿英は壊滅的な打撃を受け、戦いは終結した。
1938年、国民党の支持を取り付けた馬歩芳は叔父の馬麟を追い落とし、青海省主席に就任。1943年に国民革命軍第40集団軍総司令に任命され、さらに兄である馬歩青を追い落とし、彼の指揮する国民革命軍騎兵第5軍の指揮権を獲得。1945年5月には、中国国民党第6回中央監察委員会の委員に選出され、名実ともに青海地方の支配者となった。軍事力と政治力を手中にした馬歩芳は国共内戦で中国共産党に敗れる1949年まで青海地方を支配した。
1949年7月、国共内戦では彭徳懐が率いる中国共産党西北野戦軍（後の第1野戦軍）が青海地方に進軍、馬歩芳と馬鴻逵の国民党西北軍を全滅させた。馬鴻賓は解放軍に降伏し、馬歩芳と馬鴻逵は国民党政府に従って台湾に移り、馬一族の支配が終了した。1949年9月26日、青海省人民軍政委員会が設立宣言。1950年1月1日、青海省人民政府が正式に成立。以降、中国人民政府の支配下となる。
1950年代半ば、中国人民政府による民主改革が行われたのを契機に大規模な抗中蜂起が勃発、チベット動乱の引き金となった。1958年以降、原爆、水爆の開発が同省内でおこなわれている。2010年4月13日には青海地震が起こっている。

## 地理
青蔵高原東北部に位置し、黄河、長江、メコン河の水源地帯となっている。省東北部に中国最大の内陸塩湖・青海湖がある。西北部には乾燥したツァイダム盆地が広がる。大陸性高原気候で一日の温度差が激しく、降水量は少ない。北部から東部にかけて甘粛省、南東部は四川省、南部から西部にかけてチベット自治区、西北部は新疆ウイグル自治区と接する。

## 行政区画
1724年、雍正のチベット分割の際に清朝がグシ・ハン一族より接収したチベット東部の最北部に「青海」地方が設けられた。その領域は西寧弁事大臣管轄下の青海蒙古四十旗と、チベット系、モンゴル系の諸侯40家からなる青海四十族の所領を合わせた範囲で、青海蒙古四十旗は盟旗制、青海四十族は土司制によって管理された。
世襲の領主に所領を安堵する盟旗制、土司制度は、辛亥革命によって成立した中華民国、また1928年にこの地に省制度を敷いた南京国民政府の下でも引き続き維持され、廃止されたのは中華人民共和国政府によってである。
人民政府による行政区画は2014年現在、6自治州、2地級市を管轄している。詳細は下部データボックスを参照。
| № | 名称 | 中国語表記 | 拼音 | 面積 (Km2) | 人口 (2020年) | 政府所在地 |
| 青海省の行政区画 | 青海省の行政区画 | 青海省の行政区画 | 青海省の行政区画 | 青海省の行政区画 | 青海省の行政区画 | 青海省の行政区画 |
| 西寧市 海東市 海北チベット族 · 自治州 黄南チベット族 · 自治州 海南チベット族 · 自治州 ゴロク・チベット族 · 自治州 玉樹チベット族自治州 海西モンゴル族チベット族自治州 （海西州飛地） | 西寧市 海東市 海北チベット族 · 自治州 黄南チベット族 · 自治州 海南チベット族 · 自治州 ゴロク・チベット族 · 自治州 玉樹チベット族自治州 海西モンゴル族チベット族自治州 （海西州飛地） | 西寧市 海東市 海北チベット族 · 自治州 黄南チベット族 · 自治州 海南チベット族 · 自治州 ゴロク・チベット族 · 自治州 玉樹チベット族自治州 海西モンゴル族チベット族自治州 （海西州飛地） | 西寧市 海東市 海北チベット族 · 自治州 黄南チベット族 · 自治州 海南チベット族 · 自治州 ゴロク・チベット族 · 自治州 玉樹チベット族自治州 海西モンゴル族チベット族自治州 （海西州飛地） | 西寧市 海東市 海北チベット族 · 自治州 黄南チベット族 · 自治州 海南チベット族 · 自治州 ゴロク・チベット族 · 自治州 玉樹チベット族自治州 海西モンゴル族チベット族自治州 （海西州飛地） | 西寧市 海東市 海北チベット族 · 自治州 黄南チベット族 · 自治州 海南チベット族 · 自治州 ゴロク・チベット族 · 自治州 玉樹チベット族自治州 海西モンゴル族チベット族自治州 （海西州飛地） | 西寧市 海東市 海北チベット族 · 自治州 黄南チベット族 · 自治州 海南チベット族 · 自治州 ゴロク・チベット族 · 自治州 玉樹チベット族自治州 海西モンゴル族チベット族自治州 （海西州飛地） |
| --- | --- | --- | --- | --- | --- | --- |
| — 地級市 — | | | | | | |
| 1 | 西寧市 | 西宁市 | Xīníng Shì | 7424.11 | 2,467,965 | 城中区 |
| 2 | 海東市 | 海东市 | Hǎidōng Shì | 13043.99 | 1,358,471 | 楽都区 |
| — 自治州 — | | | | | | |
| 3 | 海西モンゴル族チベット族自治州 | 海西蒙古族藏族自治州 | Hǎixī Měnggǔzú Zàngzú Zìzhìzhōu | 300854.48 | 468,216 | デリンハ市 |
| 4 | 海北チベット族自治州 | 海北藏族自治州 | Hǎiběi Zàngzú Zìzhìzhōu | 33349.99 | 265,322 | 海晏県 |
| 5 | 海南チベット族自治州 | 海南藏族自治州 | Hǎinán Zàngzú Zìzhìzhōu | 43377.11 | 446,996 | 共和県 |
| 6 | 黄南チベット族自治州 | 黄南藏族自治州 | Huángnán Zàngzú Zìzhìzhōu | 17908.89 | 276,215 | 同仁市 |
| 7 | 玉樹チベット族自治州 | 玉树藏族自治州 | Yùshù Zàngzú Zìzhìzhōu | 197953.70 | 425,199 | 玉樹市 |
| 8 | ゴロク・チベット族自治州 | 果洛藏族自治州 | Guǒluò Zàngzú Zìzhìzhōu | 76442.38 | 215,573 | 瑪沁県 |

## 民族とその分布
民族分布の特徴としては、農耕の適地や各種工業の盛んな東北部の一部地区において顕著な多様性が見られる一方、人口の希薄な、残る大部分の地域においては遊牧を生業とするチベット人とモンゴル人の天地である。その為、青海は中国の5大牧畜地区のひとつに数えられている。
西寧市と付属の諸県、海東市にかけての東北部は、古来より諸民族が居住・往来し、興亡した河西回廊の一部分で、漢族、回族を始めとする様々な民族が分布している。省面積の7割近くを占める、省の中央部、北部、西部、南部は、かつての「青海蒙古三十旗」の遊牧地、あるいは青海四十族の居住地域で、これらの地域の大部分では住民のほとんどが青海蒙古三十旗や青海四十族の末裔である。ただし中華人民共和国成立後、中央部に鉱山都市ゴルムド（ガルムー、格爾木）が開かれたことで、民族の分布比は大きく変化しつつある。
遊牧地域に居住する民族は主として以下の2種類である。
- チベット族 - 吐谷渾や吐蕃時代に派遣されてきた駐屯軍の末裔。モンゴル人の末裔の一部とともにチベット族として「民族識別」され、人口106.4万人で全省人口の20.9%を占める。主として玉樹、果洛、海南、黄南、海北の藏族自治州及び海西蒙古族藏族自治州に分布し、西寧市や、同市所轄の大通県、海東地区などにも住居する。チベット語のアムド方言を話す。タングートとも呼ばれる。
- モンゴル族 - 青海省内でモンゴル族として「民族識別」されたのは、大部分が17世紀にグシ・ハンに率いられてこの地に移住してきた青海蒙古の末裔である。人口は8.5万人。その他青海四十族とまとめ称され、現在チベット族として識別されている部族の一部には、モンゴル帝国期、もしくはダヤン・ハーンの時期にこの地に移住してきたモンゴル系集団が含まれている。

この省の東北部に居住する諸民族のうち、主なものは以下の通り。
- 漢族 - 省都西寧市とゴルムド市に集中する。青海省最大の民族集団である。
- 回族 - 人口74万人で全省人口の14.52%を占める。化隆、門源回族自治県と民和、大通回族土族自治県、西寧市湟中区、祁連県などに分布する。都市部の回族は商業を得意とし、牛羊肉の販売や皮毛加工、飲食業に従事する。青海における回族先民の活動は唐、宋時期まで遡るが、多数の回族が青海に移住してきたのは元代である。回族は漢語を話すが、一部地区ではチベット語を話す者もいる。
- 土族 - 人口19万人。モンゴル系。吐谷渾の末裔といわれる。
- サラール族（撒拉族）- 人口9万人。テュルク系。

## 教育
- 青海大学
- 青海師範大学
- 青海民族大学

## 経済
2004年の全省生産総額は対前年比17.2%増の455億人民元であった。もともと毛沢東時代に対ソ連戦争に備えて、軍事工業が内陸の青海に配置されていたが、2000年以来、国務院の西部大開発計画によって工業化が進展している。しかし、少数民族の農牧民の収入は依然として低い水準にある。2006年7月1日、ゴルムドとラサを結ぶ青蔵鉄道が開通した。

## 歴代指導者 2000年以降

### 歴代省委書記
- 白恩培（1999年6月－2001年10月）
- 蘇栄(zh)（2001年10月－2003年8月）
- 趙楽際（2003年8月－2007年3月）
- 強衛(zh)（2007年3月－2013年3月）
- 駱恵寧(zh)（2013年3月－2016年6月）
- 王国生(zh)（2016年6月－2018年3月）
- 王建軍（2018年3月－）

### 歴代省長
- 趙楽際（1999年8月－2000年1月、代理省長）
- 趙楽際（2000年1月－2003年10月）
- 楊伝堂(zh)（2003年10月－2004年1月、代理省長）
- 楊伝堂(zh)（2004年1月－2004年12月）
- 宋秀岩（2004年12月－2005年1月、代理省長）：女性
- 宋秀岩（2005年1月－2010年1月）：女性
- 駱恵寧(zh)（2010年1月－2013年3月）
- 郝鵬（2013年3月－2016年12月）
- 王建軍（2016年12月－2017年1月）
- 王建軍（2017年1月－2018年8月）
- 劉寧（2018年8月－2020年7月）
- 信長星（2020年8月－）